# Maogang Shuiku
Maogang Shuiku (kinesiska: 茅岗水库) är en reservoar i Kina. Den ligger i provinsen Zhejiang, i den östra delen av landet, omkring 210 kilometer sydväst om provinshuvudstaden Hangzhou. I omgivningarna runt Maogang Shuiku växer i huvudsak blandskog.
Genomsnittlig årsnederbörd är 2 644 millimeter. Den regnigaste månaden är juni, med i genomsnitt 491 mm nederbörd, och den torraste är oktober, med 45 mm nederbörd.